# La Marque (Texas)
Pour la rivière française, voir Marque (rivière).
Pour les articles homonymes, voir La Marque.
La Marque (anciennement Lamarque) est une ville située dans le comté de Galveston, dans l’État du Texas, aux États-Unis. Elle fait partie de l'aire urbaine de Galveston. Sa population était de 14 509 habitants lors du recensement de 2010.

## Source
- (en) Cet article est partiellement ou en totalité issu de l’article de Wikipédia en anglais intitulé « La Marque, Texas » (voir la liste des auteurs).